# Harmony Township (Comtat de Beaver)
Harmony Township és una població del Comtat de Beaver a l'estat de Pennsilvània als Estats Units d'Amèrica. Segons el cens dels Estats Units del 2000 tenia 3.373 habitants.

## Demografia
Segons el cens del 2000 Harmony Township tenia 3.373 habitants, 1.439 habitatges, i 991 famílies. La densitat de població era de 453,8 habitants per quilòmetre quadrat.
Dels 1.439 habitatges en un 23,7% hi vivien nens de menys de 18 anys, en un 55,9% hi vivien parelles casades, en un 9,2% dones solteres, i en un 31,1% no eren unitats familiars. En el 28,2% dels habitatges hi vivien persones soles el 19,2% de les quals corresponia a persones de 65 anys o més que vivien soles. El nombre mitjà de persones vivint en cada habitatge era de 2,33 i el nombre mitjà de persones que vivien en cada família era de 2,84.
Per edats la població es repartia de la següent manera: un 19,1% tenia menys de 18 anys, un 5,3% entre 18 i 24, un 26,9% entre 25 i 44, un 21,8% de 45 a 60 i un 26,8% 65 anys o més.
L'edat mediana era de 44 anys. Per cada 100 dones de 18 o més anys hi havia 87,7 homes.
La renda mediana per habitatge era de 37.056 $ i la renda mediana per família de 48.824 $. Els homes tenien una renda mediana de 35.682 $ mentre que les dones 24.464 $. La renda per capita de la població era de 18.663 $. Entorn del 2,6% de les famílies i el 4,7% de la població estaven per davall del llindar de pobresa.

## Poblacions properes
El següent diagrama mostra les poblacions més properes.